# Saint-Lô-d'Ourville
Saint-Lô-d'Ourville is een voormalige gemeente in het Franse departement Manche Normandië. De plaats maakt deel uit van het arrondissement Coutances.

## Geschiedenis
De gemeente maakte deel uit van het kanton Barneville-Carteret tot dit op 22 maart 2015 werd opgeheven en Saint-Lô-d'Ourville werd opgenomen in het kanton Les Pieux. De gemeente fuseerde op 1 januari 2019 met Denneville en Portbail tot de commune nouvelle Port-Bail-sur-Mer.

## Geografie
De oppervlakte van Saint-Lô-d'Ourville bedraagt 10,6 km², de bevolkingsdichtheid is 52,2 inwoners per km².
De onderstaande kaart toont de ligging van Saint-Lô-d'Ourville met de belangrijkste infrastructuur en aangrenzende gemeenten.

## Demografie
Onderstaande figuur toont het verloop van het inwonertal (bron: INSEE-tellingen).